# Tapinoma albinase
Tapinoma albinase este o specie de furnici din genul Tapinoma. Descrisă de  Forel în 1910, specia este endemică în Africa de Sud.